# ساندویچ مغز سرخ‌شده
ساندویچ مغز سرخ‌شده (انگلیسی: Fried brain sandwich)، ساندویچی است که از مغز گوساله ورقه شده و نان تست تهیه می‌شود.
ورقه‌های نازک سرخ شده مغز گوساله روی نان تست سفید، پس از رونق دامداری‌های شهر سنت لوئیس، میزوری در آمریکا در اواخر دهه ۱۸۸۰، در منوی بسیاری از رستوران‌ها دیده می‌شد، اگرچه تقاضا برای آن به قدری کاهش یافته است که تنها تعداد انگشت‌شماری از رستوران‌ها هنوز آن را ارائه می‌دهند. این ساندویچ در دره رودخانه اوهایو همچنان محبوب است، جایی که با مخلفات فراوان روی نان همبرگر سرو می‌شود. در اوانزویل، ایندیانا، هنوز هم در چندین رستوران خانوادگی کوچک عرضه می‌شود.

## جایگزینی با مغز خوک
مغز گاوهایی که در هنگام ذبح بیش از ۳۰ ماه سن دارند، دیگر مجاز به فروش برای مصرف انسان در ایالات متحده نیست. برخی از رستوران‌ها به دلیل نگرانی از «بیماری جنون گاوی»، به جای مغز گاو، مغز خوک سرو می‌کنند. از آنجایی که مغز خوک به‌طور قابل توجهی کوچکتر از مغز گاو است، مقدار مورد نیاز برای هر ساندویچ افزایش می‌یابد. هر مغز باید قبل از برش تمیز شود و مغز خوک برش‌های کمتری تولید می‌کند.